# 费雪自然选择定理
费雪自然选择基本定理（英語：Fisher's fundamental theorem of natural selection），由羅納德·費雪爵士在1933年首次提出，是现代进化论中关于自然选择的一个基本定理，该定理显示平均适合度的增加等于适合度的加性遗传方差，说明自然选择是群体适合度增加的来源。這個定理雖然使用了數學來描述，但是它與數學中的定理意義不同。

## 定义
{\displaystyle \Delta {\overline {W}}} = {\displaystyle var_{A}(W)/}{\displaystyle {\overline {W}}}
其中{\displaystyle \Delta {\overline {W}}}指由于自然选择引起的平均适合度的增加， {\displaystyle var_{A}(W)}指适合度的加性遗传方差(additive genetic variance in fitness)，它不是适合度的总体方差，而是包括在生殖成功下个体之间随机的不可遗传的差异。更确切的说，它是归属到每个等位基因等效性的适合度的方差。每个等位基因有一个适合度，也就是所有个体拥有这个等位基因的平均适合度。适合度的加性遗传方差恰恰就是这些在群体中所有遗传座位加和的等效性的方差。{\displaystyle {\overline {W}}}指平均适合度。

## 意义
首先，它给予一个更加深入的关于选择是如何增加一个群体的适合度的精确的理解，其次，该定理提供给我们一个总体选择程度的度量。该定理不是一个关于绝对适合度如何随着时间改变而做出预测的方程。这个定理确定了由等位基因频率改变引起的平均适合度增加的部分来自于自然选择，这种增加弥补了其他过程引起的平均适合度的降低。通常，随着环境的改变，平均适合度也随之降低，Fisher基本定理表征了增加适合度的自然选择和其他趋向于降低适合度的过程之间的持续竞争。